# Vania Figueroa
Vania Andrea Figueroa Ipinza (nacida el 16 de febrero de 1979 en Puerto Natales, Chile) es una investigadora en Neurociencia especializada en lípidos  y comunicación celular. Es lideresa activista por la participación de las niñas y mujeres en el área científica, tecnológica, y política.

## Educación
En el año 2006 obtuvo su grado académico de Licenciada en Bioquímica por la Pontificia Universidad Católica de Valparaíso en Chile. En el año 2007 obtuvo su título profesional en Bioquímica. En el año 2013 obtuvo su grado académico de Doctora en Ciencias, mención Neurociencia, la Universidad de Valparaíso. Realizó una pasantía doctoral en el laboratorio de Guillermo. A. Altenberg. del Center for Membrane Protein Research Health Sciences, Center School of Medicine Texas Tech University, Texas, USA.

## Carrera Académica
Se ha desempeñado como investigadora en equipos multidisciplinarios, en universidades nacionales e internacionales. Vasta experiencia en la docencia universitaria para la formación de profesionales de la salud. Con experiencia en diseño y gestión de proyectos financiados con fondos públicos en instituciones de educación superior. Especial énfasis en difusión y divulgación de las Ciencias.
Autora del capítulo Mujeres en Ciencia, Desafiando el Campo Minado, en El Estado y las mujeres: el complejo camino hacia una necesaria transformación de las instituciones (Arce, J. (2018). El Estado y las mujeres, RIL Ed)
Integra la Red de Investigadoras de Chile y es experta de la Fundación Hay Mujeres. Fue rostro de la campaña Regala Igualdad 2017, del Ministerio de la Mujer y la Equidad de Género, la cual promueve regalos sin estereotipos para niñas y niños.
Ha participado activamente en instancias de discusión en torno a la ley que creó el Ministerio de Ciencia, Tecnología, Conocimiento e Innovación. Expuso en la comisión de ciencia y tecnología de la Cámara de Diputados en representación de la Red de Investigadoras e integró la mesa técnica Mujeres del Futuro de la Subsecretaría de Economía en 2017. Durante el 2018 se integró al Colectivo interdisciplinario de divulgación científica y conocimiento Eureka! de la Universidad Autónoma de Chile.
Actualmente se desempeña como Coordinadora de vinculación de ciencias aplicadas en la Universidad Autónoma de Chile.